# マルコ・ダレッサンドロ
マルコ・ダレッサンドロ（Marco D'Alessandro, 1991年2月17日 - ）は、イタリア・ローマ出身のサッカー選手。ACモンツァ所属。ポジションはMF。

## 経歴
SSラツィオの下部組織に所属していたが、2005年に最大のライバルであるASローマに移った。
2009年7月、セリエBのUSグロッセートに期限付き移籍。
2014年7月4日、アタランタBCに200万ユーロで完全移籍した。
2017年7月18日、セリエAに初昇格したベネヴェント・カルチョに期限付き移籍した。しかし自身はコンスタントに出場機会を得ることができず、チームも1年で降格した。翌シーズンはアリ・アドナンとのトレードで、ウディネーゼ・カルチョに期限付き移籍。